# Snowboard nos Jogos Olímpicos de Inverno de 2018 - Slalom gigante paralelo feminino
O slalom gigante feminino do snowboard nos Jogos Olímpicos de Inverno de 2018 ocorreu no dia 24 de fevereiro no Parque de Neve Phoenix, em Pyeongchang.

## Medalhistas
| Ouro   | CZE Ester Ledecká              |
| Prata  | GER Selina Jörg                |
| Bronze | GER Ramona Theresia Hofmeister |

## Resultados

### Qualificação
A fase de qualificação foi realizada às 09:00. As 16 mais rápidas após descidas nas duas rotas avançam para a fase eliminatória.
| Pos. | Bib | Atleta                         | Rota azul | Rota vermelha | Total   | Notas |
| ---- | --- | ------------------------------ | --------- | ------------- | ------- | ----- |
| 1    | 7   | CZE Ester Ledecká              | 45.58     | 43.32         | 1:28.90 | Q     |
| 2    | 1   | OAR Alena Zavarzina            | 45.43     | 44.73         | 1:30.16 | Q     |
| 3    | 16  | GER Selina Jörg                | 44.67     | 45.60         | 1:30.27 | Q     |
| 4    | 10  | GER Carolin Langenhorst        | 45.02     | 46.56         | 1:31.58 | Q     |
| 5    | 8   | GER Ramona Theresia Hofmeister | 45.36     | 46.62         | 1:31.98 | Q     |
| 6    | 9   | JPN Tomoka Takeuchi            | 47.86     | 45.00         | 1:32.86 | Q     |
| 7    | 14  | SUI Julie Zogg                 | 45.70     | 47.19         | 1:32.89 | Q     |
| 8    | 3   | AUT Daniela Ulbing             | 47.07     | 46.00         | 1:33.07 | Q     |
| 9    | 20  | OAR Milena Bykova              | 46.43     | 46.66         | 1:33.09 | Q     |
| 10   | 21  | POL Aleksandra Król            | 47.02     | 46.11         | 1:33.13 | Q     |
| 11   | 4   | AUT Julia Dujmovits            | 45.95     | 47.21         | 1:33.16 | Q     |
| 12   | 17  | SUI Ladina Jenny               | 46.96     | 46.23         | 1:33.19 | Q     |
| 13   | 6   | AUT Ina Meschik                | 46.21     | 47.02         | 1:33.23 | Q     |
| 14   | 15  | OAR Yekaterina Tudegesheva     | 47.44     | 45.98         | 1:33.42 | Q     |
| 15   | 11  | SLO Glorija Kotnik             | 48.00     | 45.52         | 1:33.52 | Q     |
| 16   | 2   | SUI Patrizia Kummer            | 47.00     | 46.59         | 1:33.59 | Q     |
| 17   | 5   | NED Michelle Dekker            | 47.42     | 46.18         | 1:33.60 |       |
| 18   | 19  | ITA Nadya Ochner               | 48.00     | 45.80         | 1:33.80 |       |
| 19   | 13  | OAR Natalia Soboleva           | 47.78     | 46.15         | 1:33.93 |       |
| 20   | 26  | KOR Jeong Hae-rim              | 46.93     | 47.18         | 1:34.11 |       |
| 21   | 24  | GER Anke Wöhrer                | 47.83     | 46.87         | 1:34.70 |       |
| 22   | 27  | CHN Zang Ruxin                 | 48.17     | 47.09         | 1:35.26 |       |
| 23   | 23  | SUI Stefanie Müller            | 48.79     | 46.80         | 1:35.59 |       |
| 24   | 25  | POL Weronika Biela             | 48.10     | 47.82         | 1:35.92 |       |
| 25   | 31  | KOR Shin Da-hae                | 49.13     | 46.91         | 1:36.04 |       |
| 26   | 22  | CHN Gong Naiying               | 48.63     | 47.73         | 1:36.36 |       |
| 27   | 30  | BUL Teodora Pencheva           | 49.01     | 49.62         | 1:38.63 |       |
| 28   | 18  | UKR Annamari Dancha            | 1:00.12   | 46.52         | 1:46.64 |       |
| —    | 28  | POL Karolina Sztokfisz         | 47.13     | DSQ           | DSQ     |       |
| —    | 12  | AUT Claudia Riegler            | DNF       | 99.99 !       | DNF     |       |
| —    | 29  | CHN Xu Xiaoxiao                | 99.99 !   | DSQ           | DSQ     |       |

### Fase eliminatória
A fase eliminatória começou às 1:30.
| Oitavas de final | Oitavas de final | Oitavas de final |  |  | Quartas de final | Quartas de final | Quartas de final |  |  | Semifinais | Semifinais     | Semifinais |  |                     | Final               | Final               | Final |
|                  |                  |                  |  |  |                  |                  |                  |  |  |            |                |            |  |                     |                     |                     |       |
| 4                | GER Langenhorst  | +0.02            |  |  |                  |                  |                  |  |  |            |                |            |  |                     |                     |                     |       |
| 13               | AUT Meschik      |                  |  |  | 13               | AUT Meschik      | +0.78            |  |  |            |                |            |  |                     |                     |                     |       |
| 5                | GER Hofmeister   |                  |  |  | 5                | GER Hofmeister   |                  |  |  |            |                |            |  |                     |                     |                     |       |
| 12               | SUI Jenny        | DNF              |  |  |                  |                  |                  |  |  | 5          | GER Hofmeister | DNF        |  |                     |                     |                     |       |
| 8                | AUT Ulbing       |                  |  |  |                  |                  |                  |  |  | 1          | CZE Ledecká    |            |  |                     |                     |                     |       |
| 9                | OAR Bykova       | +0.52            |  |  | 8                | AUT Ulbing       | +0.97            |  |  |            |                |            |  |                     |                     |                     |       |
| 1                | CZE Ledecká      |                  |  |  | 1                | CZE Ledecká      |                  |  |  |            |                |            |  |                     |                     |                     |       |
| 16               | SUI Kummer       | +0.71            |  |  |                  |                  |                  |  |  |            |                |            |  |                     | 1                   | CZE Ledecká         |       |
| 2                | OAR Zavarzina    |                  |  |  |                  |                  |                  |  |  |            |                |            |  |                     | 3                   | GER Jörg            | +0.46 |
| 15               | SLO Kotnik       | +0.03            |  |  | 2                | OAR Zavarzina    |                  |  |  |            |                |            |  |                     |                     |                     |       |
| 7                | SUI Zogg         |                  |  |  | 7                | SUI Zogg         | +1.88            |  |  |            |                |            |  |                     |                     |                     |       |
| 10               | POL Król         | +0.70            |  |  |                  |                  |                  |  |  | 2          | OAR Zavarzina  | DNF        |  |                     |                     |                     |       |
| 6                | JPN Takeuchi     |                  |  |  |                  |                  |                  |  |  | 3          | GER Jörg       |            |  |                     |                     |                     |       |
| 11               | AUT Dujmovits    | +0.17            |  |  | 6                | JPN Takeuchi     | +0.62            |  |  |            |                |            |  | Disputa pelo bronze | Disputa pelo bronze | Disputa pelo bronze |       |
| 3                | GER Jörg         |                  |  |  | 3                | GER Jörg         |                  |  |  |            |                |            |  |                     | 5                   | GER Hofmeister      |       |
| 14               | OAR Tudegesheva  | +0.65            |  |  |                  |                  |                  |  |  |            |                |            |  |                     | 2                   | OAR Zavarzina       | +4.07 |

Legenda
| Recorde mundial      | Recorde mundial (World record)               |                       | Recorde africano                      | Recorde africano (African) |                                           | Q | Classificado por posição (Qualified) |
| Recorde olímpico     | Recorde olímpico (Olympic record)            | Recorde da América    | Recorde da América (Americas)         | q                          | Classificado por melhor tempo (Qualified) |   |                                      |
| Melhor marca do ano  | Melhor marca do ano (World leading)          | Recorde asiático      | Recorde asiático (Asian)              | DNS                        | Não largou (Did not start)                |   |                                      |
| Recorde nacional     | Recorde nacional (National record)           | Recorde europeu       | Recorde europeu (European)            | DNF                        | Não terminou (Did not finish)             |   |                                      |
| Recorde pessoal      | Recorde pessoal do atleta (Personal best)    | Recorde da Oceania    | Recorde da Oceania (Oceania)          | DSQ / DQ                   | Desclassificado (Disqualified)            |   |                                      |
| Recorde da temporada | Recorde da temporada do atleta (Season best) | Recorde sul-americano | Recorde sul-americano (South America) | NM                         | Sem marca (No mark)                       |   |                                      |